# Idiophthalma robusta
Idiophthalma robusta là một loài nhện trong họ Barychelidae. Loài này phân bố ờ Ecuador.